# 83 (số)
83 (tám mươi ba) là một số tự nhiên ngay sau 82 và ngay trước 84.